# Gare Central do Brasil
Pour les articles homonymes, voir Central do Brasil (homonymie).
Central do Brasil est une gare de trains de banlieue située dans le Centre de Rio de Janeiro, au Brésil. Elle est gérée par Supervia (pt). Inaugurée en 1858, elle était la tête de ligne du Chemin de fer central du Brésil (Estrada de Ferro Central do Brasil). Elle est également connue sous le nom de gare Dom Pedro II (Estação Dom Pedro II), son nom officiel de 1925 à 1998.
Le bâtiment actuel date de 1943. De style Art déco, il se caractérise par sa tour horloge de vingt-huit étages haute de 134 ou 135 mètres et était, lors de son inauguration, la construction la plus haute d'Amérique du Sud et la structure en béton armé la plus haute du monde.
La gare est bordée par l'avenue Presidente Vargas (pt), l'une des principales artères de Rio de Janeiro, et se situe en face du Campo de Santana. Elle est desservie par les lignes 1 et 2 du métro et, depuis 2014, par le téléphérique de Providência.

## Situation ferroviaire
La gare Central do Brasil est située au point kilométrique zéro de cinq lignes de trains de banlieue.

## Histoire
La construction d'une première gare au centre de Rio de Janeiro commence en 1855, dans le cadre de la construction du Chemin de fer Dom Pedro II (Estrada de Ferro Dom Pedro II) devant relier la ville, alors capitale du Brésil, aux provinces de São Paulo et Minas Gerais. L'endroit choisi pour cette gare tête de ligne est le Campo de Santana, proche du centre-ville et qui est à l'époque le principal lieu de l'administration publique. Sa construction a nécessité la démolition de l'église Sainte-Anne (igreja de Sant'Ana) datant de 1735. La gare, alors appelée Estação da Corte ou Estação do Campo, et le premier tronçon de la voie ferrée sont inaugurés le 28 ou le 29 mars 1858 en présence de l'empereur Pierre II, de l'impératrice Thérèse-Christine et de l'évêque,.

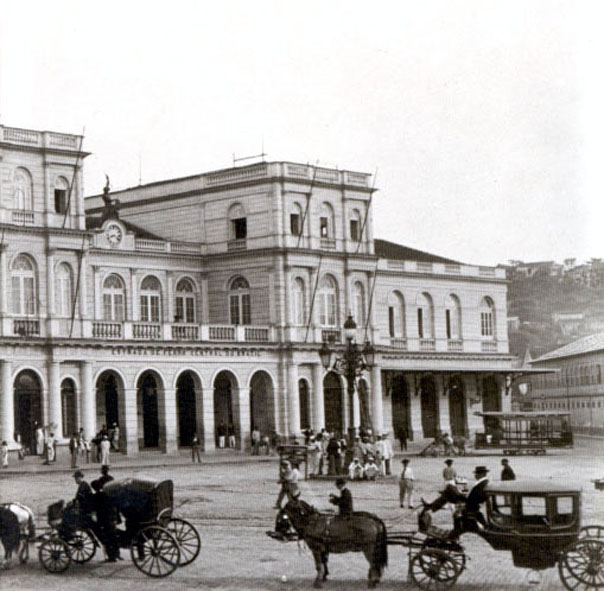
L'ancienne gare en 1899.

En 1870, la gare est rénovée et agrandie, selon un projet de Jorge Grademaker Grunewald, afin d'accueillir le nombre croissant de passagers habitant les nouveaux quartiers suburbains desservis par le train. L'allure de l'ancien bâtiment est préservée. La gare comporte alors un corps central et deux latéraux et possède une horloge au centre. De 1876 à 1880, sous l'administration de Francisco Pereira Passos, des travaux sont entrepris pour construire de nouveaux entrepôts.
Le 21 novembre 1879, l'éclairage électrique est installé dans la gare ; il s'agit d'une première pour un établissement public au Brésil. En 1906, une des ailes est détruite par un incendie.
À l'occasion du cinquantième anniversaire de l'inauguration de la gare, en 1908, naissent des projets de construction d'une nouvelle gare, mais qui n'auront pas de suite. En 1919, d'autres projets voient le jour en raison du développement de la production de café au début du XXe siècle. Un nouveau projet est présenté en 1922 par les architectes Samuel et Cristiano das Neves, mais celui-ci ne sera cependant pas viabilisé.
Le 2 décembre 1925, par décret du président de la République Artur da Silva Bernardes, la gare est renommée gare Dom Pedro II (Estaçao Dom Pedro II) en hommage à l'empereur Pierre II à l'occasion du centenaire de sa naissance.
La première pierre de la nouvelle gare est posée le 29 mars 1936. Le projet, de Roberto Magno de Carvalho, est cependant largement modifié après le début des travaux. À partir de 1937, le nouveau régime autoritaire, l'Estado Novo, entreprend des grands travaux, en particulier la construction de nouveaux bâtiments pour les institutions publiques, l'élargissement et l'ouverture de rues. L'avenue Presidente Vargas (pt) est notamment créée. La charge de préparer un nouveau projet de bâtiment beaucoup plus grand pour la gare est confiée au cabinet de l'architecte britannique Robert Prentice. Le projet définitif est conclu le 29 novembre 1937. L'ancien bâtiment est démoli en 1939 tandis que le nouveau est inauguré en 1943 et terminé en 1945. Ce bâtiment de style Art déco comporte une tour de vingt-huit étages et une grande horloge à quatre faces. La gare est alors visible depuis presque tous les endroits de la ville et à cette époque elle est la construction la plus haute d'Amérique du Sud et la structure en béton armé la plus haute du monde,.
Aujourd'hui la gare est appelée Central do Brasil en raison de l'ancien Chemin de fer central du Brésil, nom du Chemin de fer Dom Pedro II depuis la proclamation de la République en 1889. Il s'agissait déjà du nom informel de la gare. Celui-ci devient officiel en 1998 depuis le tournage du film auquel elle donne le nom, dont certaines scènes sont tournées dans la gare et qui concourt aux Oscars en 1999.
Aujourd'hui la gare est le point de départ de plusieurs lignes reliant le Centre à divers quartiers des zones Nord (pt) et Ouest (pt) de Rio de Janeiro ainsi qu'aux municipalités de la Baixada Fluminense.
Le bâtiment a aussi abrité les bureaux de la compagnie du Chemin de fer central du Brésil et de la Rede Ferroviária Federal S.A. aujourd'hui disparues.
Il existait un embranchement vers la gare maritime (pt), ouvert en 1880 et abandonné au début des années 2000.
En janvier 2008, la gare est classée (tombada) au patrimoine culturel par l'Institut national du patrimoine artistique et historique.

## Architecture
Le bâtiment construit en 1943 comporte une tour de vingt-huit étages haute de 134 m. Entre les vingt-deuxième et vingt-septième étage, à 110 m au-dessus du sol, se trouve une grande horloge à quatre faces, construite par IBM, dont les cadrans mesurent 10 m de diamètre, soit plus que ceux du célèbre Big Ben de Londres,.
Les corps latéraux comportent deux sous-sols, le rez-de-chaussée et sept étages.

## Service des voyageurs

### Desserte
- Ligne Deodoro (pt)
- Ligne Santa Cruz (pt)
- Ligne Japeri (pt)
- Ligne Belford Roxo (pt)
- Ligne Saracuruna (pt)

## Dans la culture populaire

### Dans la cinéma
Le film Central do Brasil, de Walter Salles, se déroule dans la gare éponyme.